# 2020년 미국 대통령 선거
2020년 미국 대통령 선거(영어: United States presidential election of 2020)는 2020년 11월 3일 화요일에 실시된 미국 대통령 선거이다. 상원 선거 및 하원 선거와 동시에 실시되었다.

## 선거 방법
2020년 11월 3일에 미국 유권자들은 선거인단을 선출하고, 선거인단은 2020년 12월 14일 대선에 참여해 미국의 대통령과 부통령을 선출한다.
공화당의 대통령 후보로는 현직 대통령인 도널드 J. 트럼프가 재출마했으며 민주당의 대통령 후보로는 전직 부통령인 조 바이든이 출마했다.
미국 대선에선 전국 득표율과 상관없이 선거인단 538명 가운데 과반수인 270명 이상을 확보한 후보가 대통령으로 선출된다. 50개주 대부분이 한 표라도 더 많이 받은 후보가 그 주의 선거인단을 모두 차지하는 '승자독식제'를 채택하고 있다. 예외는 메인주와 네브래스카주 2곳 뿐이다.
10월 25일 기준, 우편 투표와 사전 현장 투표를 통하여 5,860여 만 표가 행사되면서 2016년 대선의 사전 투표 집계인 5,800여 만 표를 넘어섰다.

## 주요 일정

### 2019년
- 6월 18일: 미국 공화당의 현직 도널드 J. 트럼프 대통령이 재선을 향한 정식적인 선거 활동을 개시.
- 12월 18일: 미 하원은 트럼프 대통령의 탄핵 소추 결의안을 찬성 230표·반대 197표로 가결.

미국 민주당 주최 후보자 토론회(2019년)
- 제1회(6월 26일 ~ 6월 27일): 여론조사·자금 조달액 모든 요건을 충족한 20명의 후보를 이틀에 나누어 개최.
- 제2회(7월 30일 ~ 7월 31일): 제1회 같은 요건을 충족한 20명의 후보를 이틀에 나누어 개최.
- 제3회(9월 12일): 여론조사(소정의 여론조사 중 4개에서 2% 이상 지지)·자금 조달(13만명 이상 혹은 20개 주에서 400명 이상의 기부)의 두 요건을 충족한 10명의 후보로 개최.
- 제4회(10월 15일): 제3회 같은 요건을 충족한 12명의 후보로 개최.
- 제5회(11월 20일): 여론조사(소정의 여론조사 중 4개에서 3% 이상 지지 또는 소정의 예비 선거 등 선행 주의 여론조사 2개에서 5% 이상 지지)·자금 조달(16.5만명 이상 혹은 20개 주에서 600명 이상의 기부)의 두 요건을 충족한 10명의 후보로 개최.
- 제6회(12월 19일): 여론조사(소정의 여론조사 중 4개에서 4% 이상 지지 또는 소정의 예비 선거 등 선행 주의 여론조사 2개에서 6% 이상 지지)·자금 조달(20만명 이상 혹은 20개 주에서 800명 이상의 기부)의 두 요건을 충족한 7명의 후보로 개최.

### 2020년

#### 1월
- 1월 14일: 제7회 민주당 주최 후보자 토론회 - 여론조사(소정의 여론조사 중 4개에서 5% 이상 지지 또는 소정의 예비 선거 등 선행 주의 여론조사 2개에서 7% 이상 지지)·자금 조달(22.5만명 이상 혹은 20개 주에서 1천명 이상의 기부)의 두 요건을 충족한 6명의 후보로 개최(참가 후보: 엘리자베스 워런, 버니 샌더스, 에이미 클로버샤, 피트 부티지지, 조 바이든, 톰 스타이어).
- 1월 21일: 트럼프 대통령에 대한 탄핵 재판 심리가 미 상원에서 개시. 현직 상원의원인 민주당 후보도 배심원으로 참가.

#### 2월
- 2월 3일: 아이오와 주 당원 집회: 민주당에서는 결과 집계에 이용되는 애플리케이션에 오류가 있다면서 100%의 집계 결과는 6일이 되어서야 공표되었다. 부티지지·샌더스 양 후보가 접전이 되는 결과였지만 집계의 실수 가능성 때문에 점검이 이뤄졌다.[4] 민주당의 주요 후보로 당원 집회 등의 개시 시점에서 선거 활동을 계속하고 있던 것은 마이클 베넷, 조 바이든, 마이클 블룸버그, 피트 부티지지, 털시 개버드, 에이미 클로버샤, 더벌 패트릭, 버니 샌더스, 톰 스타이어, 엘리자베스 워런, 앤드루 양의 11인의 후보. 대의원을 획득한 것은 부티지지, 샌더스, 워런, 바이든, 클로버샤의 5인의 후보 전망. 공화당에서는 트럼프 대통령이 압승(38 대의원 획득. 대립 후보의 웰드 후보가 1 대의원 확보).
- 2월 5일: 상원에서 트럼프 대통령의 탄핵 재판의 평결 결과 문제가 된 의회 방해·권력 남용 모든 부분에 대해서 무죄 평결.[5]
- 2월 7일: 제8회 민주당 주최 후보자 토론회－제7회 같은 요건을 충족한 후보와 직전 아이오와주 당원 집회에서 한 사람이라도 대의원을 획득한 후보로 개최(제7회 참가자에 더해 앤드루 양이 자격 충족해 참가).
- 2월 11일: 뉴햄프셔주 예비 선거: 민주당의 선두는 샌더스 후보, 점차 뒤쳐져 부티지지 후보. 클로버샤 후보가 선전하여 3위에 들었다. 이 세 후보가 대의원을 획득해 바이든·워런 양 후보는 15% 단락 요건을 만족하지 못하고 대의원을 획득하지 못했다. 같은 날 앤드루 양, 마이클 베넷 양 후보가 사퇴(남은 주요 후보는 9명). 공화당은 트럼프 후보가 전대의원을 확보(22 대의원).
- 2월 11일: 민주당 더벌 패트릭 후보가 사퇴(남은 주요 후보는 8명).
- 2월 19일: 제9회 민주당 주최 후보자 토론회ー여론조사(소정의 여론조사 중 4개에서 10% 이상 지지 또는 소정의 예비 선거 등 선행 주의 여론조사 2개에서 12% 이상 지지) 충족 혹은 아이오와-뉴햄프셔 양 주에서 대의원을 획득한 후보로 개최(부티지지, 샌더스, 워런, 클로버샤, 바이든, 블룸버그의 6인의 후보가 요건 충족해 참가). 블룸버그가 토론회에 첫 참가.
- 2월 22일: 네바다주 민주당 당원 집회 (공화당은 이 주에서의 당원 집회를 취소)
- 2월 25일: 제10회 민주당 주최 후보자 토론회－제9회 같은 요건을 만족한 후보로 개최
- 2월 29일: 사우스캐롤라이나주 민주당 예비 선거 (공화당은 이 주에서의 예비 선거를 취소)

#### 3월
- 3월 3일: 슈퍼 화요일 (민주당은 앨러배마 주·미국령 사모아·아칸소주·캘리포니아주·콜로라도주·메인주·매사추세츠주·미네소타주·노스캐롤라이나주·오클라호마주·테네시주·텍사스주·유타주·버몬트주·버지니아주에서 합계 1,344 대의원의 배분 결정) (공화당은 미국령 사모아-3월 18일 실시와 버지니아 주-취소를 대신하여 알래스카주에서 행해져 합계 814 대의원)
- 3월 10일: 3월 10일 예비 선거 등 집중일 (민주당은 해외 당원·아이다호주·미시간주·미시시피주·미주리주·노스다코타주·워싱턴주에서 합계 365 대의원의 배분 결정)
- 3월 14일: 북마리아나 제도 민주당 당원 집회 (공화당은 15일) (대의원수: 민주당 6, 공화당 9)
- 3월 15일: 제11회 민주당 주최 후보자 토론회
- 3월 17일: 3월 17일 예비 선거 등 집중일 (민주당은 애리조나주·플로리다주·일리노이주·오하이오주에서 합계 577 대의원의 배분 결정. 공화당은 취소된 애리조나주 이외)
- 3월 18일: 미국령 사모아 공화당 당원 집회 (대의원수 9)
- 3월 24일: 조지아주 예비 선거 (대의원수: 민주당 105, 공화당 76)

#### 4월 이후
- 6월 6일: 민주당의 예비 선거·당원 집회에서 마지막이 되는 미국령 버진아일랜드에서 예비 선거
- 8월 17일 ~ 20일: 민주당 전당대회 (위스콘신주 밀워키)
- 8월 24일 ~ 27일: 공화당 전당대회 (노스캐롤라이나주 샬럿/플로리다주 잭슨빌)
- 9월 29일: 제1회 TV 토론회(오하이오주 케이스 웨스턴 리저브 대학교)
- 10월 7일: 부통령 TV 토론회(유타주 유타 대학교)
- 10월 15일: 제2회 TV 토론회(플로리다주 에이드리앤 아쉬트 센터 포르 더 퍼포밍 아츠 오브 마이애미데이드 군) - 백악관의 코로나19 집단감염으로 취소됨.
- 10월 22일: 제3회 TV 토론회(테네시주 벨몬트 대학교)
- 11월 3일: 일반 유권자에 의한 투표 및 개표.
- 12월 14일: 선거인단에 의한 투표

### 2021년
- 1월 6일: 대통령 및 부통령 당선자가 정식 결정
- 1월 20일: 대통령 취임

## 입후보자

### 민주당
| 2020년 미국 대통령 선거 민주당 정·부통령 후보 |                                          |
| 조 바이든                                     | 카멀라 해리스                            |
| 대통령 후보                                   | 부통령 후보                              |
|                                               |                                          |
| 제47대 미국 부통령 (2009–2017)                | 캘리포니아주 연방 상원의원 (2017–"현직") |
| 선거 캠프                                     |                                          |
|                                               |                                          |

### 공화당
| 2020년 미국 대통령 선거 공화당 정·부통령 후보 |                                |
| 도널드 J. 트럼프                              | 마이클 R. 펜스                 |
| 대통령 후보                                   | 부통령 후보                    |
|                                               |                                |
| 제45대 미국 대통령 (2017–2021)                | 제48대 미국 부통령 (2017–2021) |
| 선거 캠프                                     |                                |
|                                               |                                |

### 기타 후보

#### 자유당
| 2020년 미국 대통령 선거 자유당 대·부통령 후보 |                |
| 조 조겐슨                                     | 스파이크 코언  |
| 대통령 후보                                   | 부통령 후보    |
|                                               |                |
| 클렘슨 대학교 수석교수                        | 경영인, 사업가 |
| 선거 캠프                                     |                |
|                                               |                |

#### 녹색당
| 2020년 미국 대통령 선거 녹색당 정·부통령 후보 |                                              |
| 하위 호킨스                                   | 앤절라 워커                                  |
| 대통령 후보                                   | 부통령 후보                                  |
|                                               |                                              |
| 미국 녹색당 공동발기인                        | 미국 통합대중교통노조 제998구 LD (2011-2013) |
| 선거 캠프                                     |                                              |
|                                               |                                              |

## 선거인단 선거 결과
| 대통령 후보      | 부통령 후보    | 정당          | 득표수      | 득표율    | 선거인단 |
| ---------------- | -------------- | ------------- | ----------- | --------- | -------- |
| 조 바이든        | 카멀라 해리스  | 민주당        | 81,283,495  | 51.3%     | 306      |
| 도널드 J. 트럼프 | 마이클 R. 펜스 | 공화당        | 74,223,755  | 46.9%     | 232      |
| 조 조겐슨        | 스파이크 코엔  | 자유당        | 1,865,535   | 1.18%     | 0        |
| 하위 호킨스      | 앤절라 워커    | 녹색당        | 407,068     | 0.26%     | 0        |
| 다른 후보자들    | 다른 후보자들  | 다른 후보자들 | 649,552     | 0.41%     | -        |
| 합계             | 합계           | 합계          | 158,429,405 | 100.00 %  | 538      |
| 당선 조건        | 당선 조건      | 당선 조건     | 당선 조건   | 당선 조건 | 270      |

## 대통령 선거 결과

### 개표 과정
선거 당일이었던 11월 3일에는 당선자가 판가름나지 않았는데, 경합주 여섯 곳을 비롯해 대부분의 주가 결과를 단정하기엔 미지수였고, 미개표 수만 수백만에 달하는 상황이었기 때문이다. 대표적인 경합주로 꼽히던 플로리다주 선거 결과는 11월 4일 자정을 넘겨 공식 발표되었는데, 트럼프 후보가 득표율 격차 3%를 기록하며 승리를 확정지었다. 이는 지난 2016년 대선의 득표율 격차 1.2%에서 소폭 상승한 것으로, 마이애미데이드군에서 라티노 유권자의 적잖은 표심을 거둔 것이 승리 요인으로 분석되었다.
미 동부표준시 기준 밤 12시 30분을 넘긴 시각, 바이든 후보는 연단에 올라 지지자들을 향해 아직 개표가 이뤄지는 다른 경합주를 거론하고, "이번 선거를 이기는 길"에 올랐다고 믿고 있다며 차분히 기다리자는 취지의 짧은 연설을 진행했다. 새벽 2시 30분 경, 지지자들 앞에 선 트럼프 후보는 자신이 선거에서 승리했다고 주장, 일부 경합주의 우편투표 개표가 지연되는 것을 두고 더 이상의 개표는 "미국인들을 향한 사기"라면서 "연방대법원으로 갈 것"과 함께 개표를 전면 중단하라고 말했다. 바이든 후보진영 측은 이러한 트럼프 후보 측의 주장이 "미국 시민의 민주적 권리를 빼앗기 위한 노골적인 움직임"에 몰두하고 있다며 비난을 가했다.
11월 4일 아침, 당초 트럼프 후보가 우세를 점하고 있던 러스트 벨트의 경합주인 미시간주와 위스콘신주에서 본격적인 우편투표 개표가 개시되면서 바이든 후보가 앞서나가는 이변이 연출됐다. 이는 바이든 후보에게 유리한 디트로이트 등의 대도시 유권자 표심이 막판에 드러났기 때문이라는 분석이다. 이에 트럼프 후보는 이 결과에 불복해 미시간주와 조지아주에 소송을 냈지만 두 주 법원은 이 소송을 기각했다. CNN의 보도에 따르면 바이든 후보가 총 253인의 선거인단을 확보했으며, 당선권인 270인까지 17인이 더 필요한 시점에서 펜실베이니아주, 애리조나주, 조지아주, 네바다주에서 경합을 벌이고 있다고 보도했다. 현재는 바이든 후보가 네바다주, 펜실베이니아주, 조지아주, 그리고 애리조나주 이
네 주에서 모두 앞서고 있는 상황이다. 또 CNN의 예측에 따르면 바이든 후보가 펜실베이니아주와 조지아주만 이겨도 큰 차이로 이긴다고 보도했다.
11월 7일, 바이든 후보가 선거인단 과반석인 270석을 확보하여 바이든 후보의 당선이 확실 시 되고 있다고 언론 측에서는 보도하고 있지만, 실제 미국 현지에서는 바이든의 위스콘신 우편 투표 개표 논란으로, 이 바이든 선거인단 숫자가 정확한 숫자인지, 논쟁이 계속되고 있다.
그러나 아직도 미국 선거에서 본선 결과는 공화당이 플로리다 주를 잡고 앨라바마를 제외한 49개 주 모두 상하원 과반 의석을 다 가져가면서 대 압승을 거두었지만, 바이든이 위스콘신에서 우편투표를 개표한 순간 갑자기 바이든 선거인단 수가 트럼프 선거인단 수를 폭발적으로 추월해서, 미국에서는 아직도 이 논란 이슈가 계속 지속되고 있어서, 바이든의 공식 당선이라고 단정 짓는데에는 미국 내에서 많은 논란이 있다고 일부 사람들은 주장하나, 우편투표에 바이든의 표가 몰렸을 가능성이 높아 무조건 당선인이 아니라 보기는 힘들다.

### 대통령 선거 결과
| 대통령 후보      | 정당      | 근거지    | 선거인단 |
| ---------------- | --------- | --------- | -------- |
| 조 바이든        | 민주당    | 델라웨어  | 306      |
| 도널드 J. 트럼프 | 공화당    | 플로리다  | 232      |
| 합계             | 합계      | 합계      | 538      |
| 당선 조건        | 당선 조건 | 당선 조건 | 270      |

### 부통령 선거 결과
| 부통령 후보    | 정당      | 근거지     | 선거인단 |
| -------------- | --------- | ---------- | -------- |
| 카멀라 해리스  | 민주당    | 캘리포니아 | 306      |
| 마이클 R. 펜스 | 공화당    | 인디애나   | 232      |
| 합계           | 합계      | 합계       | 538      |
| 당선 조건      | 당선 조건 | 당선 조건  | 270      |

## 지도

주별 결과
카운티별 결과
카운티별 결과, 득표비율로 구분
2016년 선거 대비 득표율 변화

## 통계

### 주별 개표 결과[18][19][20]
| 주               | 선거 인단 | 바이든 (민주) | 바이든 (민주) | 바이든 (민주) | 트럼프 (공화) | 트럼프 (공화) | 트럼프 (공화) | 기타 후보 | 기타 후보 | 전체        |           |
| 주               | 선거 인단 | #             | %             | 획득          | #             | %             | 획득          | #         | %         | 전체        |           |
| ---------------- | --------- | ------------- | ------------- | ------------- | ------------- | ------------- | ------------- | --------- | --------- | ----------- | --------- |
| 네바다           | 6         | 703,486       | 50.06         | 6             | 669,890       | 47.67         | -             | 32,000    | 2.28      | 전체        | 1,405,376 |
| 네브래스카       | 2         | 374,583       | 39.17         | -             | 556,846       | 58.22         | 2             | 24,954    | 2.61      | 956,383     |           |
| 네브래스카-1     | 1         | 132,261       | 41.09         | -             | 180,290       | 56.01         | 1             | 9,335     | 2.90      | 321,886     |           |
| 네브래스카-2     | 1         | 176,468       | 51.95         | 1             | 154,377       | 45.45         | -             | 8,821     | 2.60      | 339,666     |           |
| 네브래스카-3     | 1         | 65,854        | 22.34         | -             | 222,179       | 75.36         | 1             | 6,798     | 2.31      | 294,831     |           |
| 노스다코타       | 3         | 115,042       | 31.78         | -             | 235,751       | 65.12         | 3             | 11,231    | 3.10      | 362,024     |           |
| 노스캐롤라이나   | 15        | 2,684,292     | 48.59         | -             | 2,758,775     | 49.93         | 15            | 81,737    | 1.48      | 5,524,804   |           |
| 뉴멕시코         | 5         | 501,614       | 54.29         | 5             | 401,894       | 43.50         | -             | 20,457    | 2.21      | 923,965     |           |
| 뉴욕             | 29        | 5,244,886     | 60.87         | 29            | 3,251,997     | 37.74         | -             | 119,978   | 1.39      | 8,616,861   |           |
| 뉴저지           | 14        | 2,608,400     | 57.33         | 14            | 1,883,313     | 41.40         | -             | 57,744    | 1.27      | 4,549,457   |           |
| 뉴햄프셔         | 4         | 424,937       | 52.71         | 4             | 365,660       | 45.36         | -             | 15,608    | 1.94      | 806,205     |           |
| 델라웨어         | 3         | 296,268       | 58.74         | 3             | 200,603       | 39.77         | -             | 7,475     | 1.48      | 504,346     |           |
| 로드아일랜드     | 4         | 307,486       | 59.39         | 4             | 199,922       | 38.61         | -             | 10,349    | 2.00      | 517,757     |           |
| 루이지애나       | 8         | 856,034       | 39.85         | -             | 1,255,776     | 58.46         | 8             | 36,252    | 1.69      | 2,148,062   |           |
| 매사추세츠       | 11        | 2,382,202     | 65.60         | 11            | 1,167,202     | 32.14         | -             | 81,998    | 2.26      | 3,631,402   |           |
| 메릴랜드         | 10        | 1,985,023     | 65.36         | 10            | 976,414       | 32.15         | -             | 75,593    | 2.49      | 3,037,030   |           |
| 메인             | 2         | 435,072       | 53.09         | 2             | 360,737       | 44.02         | -             | 23,652    | 2.89      | 819,461     |           |
| 메인-1           | 1         | 266,376       | 60.11         | 1             | 164,045       | 37.02         | -             | 12,691    | 2.86      | 443,112     |           |
| 메인-2           | 1         | 168,696       | 44.82         | -             | 196,692       | 52.26         | 1             | 10,961    | 2.91      | 376,349     |           |
| 몬태나           | 3         | 244,786       | 40.55         | -             | 343,602       | 56.92         | 3             | 15,286    | 2.53      | 603,674     |           |
| 미네소타         | 10        | 1,717,077     | 52.40         | 10            | 1,484,065     | 45.28         | -             | 76,029    | 2.32      | 3,277,171   |           |
| 미시간           | 16        | 2,804,040     | 50.62         | 16            | 2,649,852     | 47.84         | -             | 85,410    | 1.54      | 5,539,302   |           |
| 미시시피         | 6         | 539,398       | 41.06         | -             | 756,764       | 57.60         | 6             | 17,597    | 1.34      | 1,313,759   |           |
| 미주리           | 10        | 1,253,014     | 41.41         | -             | 1,718,736     | 56.80         | 10            | 54,212    | 1.79      | 3,025,962   |           |
| 버몬트           | 3         | 242,820       | 66.09         | 3             | 112,704       | 30.67         | -             | 11,904    | 3.24      | 367,428     |           |
| 버지니아         | 13        | 2,413,568     | 54.11         | 13            | 1,962,430     | 44.00         | -             | 84,526    | 1.89      | 4,460,524   |           |
| 사우스다코타     | 3         | 150,471       | 35.61         | -             | 261,043       | 61.77         | 3             | 11,095    | 2.63      | 422,609     |           |
| 사우스캐롤라이나 | 9         | 1,091,541     | 43.43         | -             | 1,385,103     | 55.11         | 9             | 36,685    | 1.46      | 2,513,329   |           |
| 아이다호         | 4         | 287,021       | 33.07         | -             | 554,119       | 63.84         | 4             | 26,794    | 3.09      | 867,934     |           |
| 아이오와         | 6         | 759,061       | 44.89         | -             | 897,672       | 53.09         | 6             | 34,138    | 2.02      | 1,690,871   |           |
| 아칸소           | 6         | 423,932       | 34.78         | -             | 760,647       | 62.40         | 6             | 34,490    | 2.83      | 1,219,069   |           |
| 알래스카         | 3         | 153,778       | 42.77         | -             | 189,951       | 52.83         | 3             | 15,801    | 4.39      | 359,530     |           |
| 애리조나         | 11        | 1,672,143     | 49.36         | 11            | 1,661,686     | 49.06         | -             | 53,497    | 1.58      | 3,387,326   |           |
| 앨라배마         | 9         | 849,624       | 36.57         | -             | 1,441,170     | 62.03         | 9             | 32,488    | 1.40      | 2,323,282   |           |
| 오리건           | 7         | 1,340,383     | 56.45         | 7             | 958,448       | 40.37         | -             | 75,490    | 3.18      | 2,374,321   |           |
| 오클라호마       | 7         | 503,890       | 32.29         | -             | 1,020,280     | 65.37         | 7             | 36,529    | 2.34      | 1,560,699   |           |
| 오하이오         | 18        | 2,679,165     | 45.24         | -             | 3,154,834     | 53.27         | 18            | 88,203    | 1.49      | 5,922,202   |           |
| 와이오밍         | 3         | 73,491        | 26.55         | -             | 193,559       | 69.94         | 3             | 9,715     | 3.51      | 276,765     |           |
| 워싱턴           | 12        | 2,369,612     | 57.97         | 12            | 1,584,651     | 38.77         | -             | 133,368   | 3.26      | 4,087,631   |           |
| 워싱턴 D.C.      | 3         | 317,323       | 92.15         | 3             | 18,586        | 5.40          | -             | 8,447     | 2.45      | 344,356     |           |
| 웨스트버지니아   | 5         | 235,984       | 29.69         | -             | 545,382       | 68.62         | 5             | 13,365    | 1.68      | 794,731     |           |
| 위스콘신         | 10        | 1,630,866     | 49.45         | 10            | 1,610,184     | 48.82         | -             | 56,991    | 1.73      | 3,298,041   |           |
| 유타             | 6         | 560,282       | 37.65         | -             | 865,140       | 58.13         | 6             | 62,867    | 4.22      | 1,488,289   |           |
| 인디애나         | 11        | 1,242,498     | 40.96         | -             | 1,729,857     | 57.03         | 11            | 60,855    | 2.01      | 3,033,210   |           |
| 일리노이         | 20        | 3,471,915     | 57.54         | 20            | 2,446,891     | 40.55         | -             | 114,938   | 1.90      | 6,033,744   |           |
| 조지아           | 16        | 2,473,633     | 49.47         | 16            | 2,461,854     | 49.24         | -             | 64,473    | 1.29      | 4,999,960   |           |
| 캔자스           | 6         | 570,323       | 41.51         | -             | 771,406       | 56.14         | 6             | 32,257    | 2.35      | 1,373,986   |           |
| 캘리포니아       | 55        | 11,110,639    | 63.48         | 55            | 6,006,518     | 34.32         | -             | 384,223   | 2.20      | 17,501,380  |           |
| 켄터키           | 8         | 772,474       | 36.15         | -             | 1,326,646     | 62.09         | 8             | 37,648    | 1.76      | 2,136,768   |           |
| 코네티컷         | 7         | 1,080,831     | 59.26         | 7             | 714,717       | 39.19         | -             | 28,309    | 1.55      | 1,823,857   |           |
| 콜로라도         | 9         | 1,804,352     | 55.40         | 9             | 1,364,607     | 41.90         | -             | 88,021    | 2.70      | 3,256,980   |           |
| 테네시           | 11        | 1,143,711     | 37.45         | -             | 1,852,475     | 60.66         | 11            | 57,665    | 1.89      | 3,053,851   |           |
| 텍사스           | 38        | 5,259,126     | 46.48         | -             | 5,890,347     | 52.06         | 38            | 165,583   | 1.46      | 11,315,056  |           |
| 펜실베이니아     | 20        | 3,458,229     | 49.85         | 20            | 3,377,674     | 48.69         | -             | 101,073   | 1.46      | 6,936,976   |           |
| 플로리다         | 29        | 5,297,045     | 47.86         | -             | 5,668,731     | 51.22         | 29            | 101,680   | 0.92      | 11,067,456  |           |
| 하와이           | 4         | 366,130       | 63.73         | 4             | 196,864       | 34.27         | -             | 11,475    | 2.00      | 574,469     |           |
| 전체             | 538       | 81,283,501    | 51.31         | 306           | 74,223,975    | 46.85         | 232           | 2,922,155 | 1.84      | 158,429,631 |           |

#### 주별 기록
두 후보 간 차이가 0~5%p인 주·선거구
1. 조지아, 0.24%p
2. 애리조나, 0.31%p
3. 위스콘신, 0.63%p
4. 펜실베이니아, 1.16%p
5. 노스캐롤라이나, 1.35%p
6. 네바다, 2.39%p
7. 미시간, 2.78%p
8. 플로리다, 3.36%p

두 후보 간 차이가 5~10%p인 주·선거구
1. 텍사스, 5.58%p
2. 네브래스카 2구, 6.50%p
3. 미네소타, 7.11%p
4. 뉴햄프셔, 7.35%p
5. 메인 2구, 7.44%p
6. 오하이오, 8.03%p
7. 아이오와, 8.20%p
8. 메인, 9.07%p

### 출구조사
| 전체 투표                     | 51          | 47          | 2           | 100 |
| 정치 성향                     |             |             |             |     |
| 진보 성향                     | 89          | 10          | 1           | 24  |
| 중도 성향                     | 64          | 34          | 2           | 38  |
| 보수 성향                     | 14          | 85          | 1           | 38  |
| 지지 정당                     |             |             |             |     |
| 민주당                        | 94          | 5           | 1           | 37  |
| 공화당                        | 6           | 94          | 0           | 36  |
| 무소속                        | 54          | 41          | 5           | 26  |
| 성별                          |             |             |             |     |
| 남자                          | 45          | 53          | 2           | 48  |
| 여자                          | 57          | 42          | 1           | 52  |
| 성별 및 결혼 상태             |             |             |             |     |
| 기혼 남자                     | 44          | 55          | 1           | 30  |
| 기혼 여자                     | 47          | 51          | 2           | 26  |
| 미혼 남자                     | 52          | 45          | 3           | 20  |
| 미혼 여자                     | 63          | 36          | 1           | 23  |
| 인종                          |             |             |             |     |
| 백인                          | 41          | 58          | 1           | 67  |
| 흑인                          | 87          | 12          | 1           | 13  |
| 히스패닉                      | 65          | 32          | 3           | 13  |
| 아시안                        | 61          | 34          | 5           | 4   |
| 기타                          | 55          | 41          | 4           | 4   |
| 종교                          |             |             |             |     |
| 개신교                        | 39          | 60          | 1           | 43  |
| 천주교                        | 52          | 47          | 1           | 25  |
| 유대교                        | 76          | 22          | 2           | 2   |
| 기타 종교                     | 69          | 29          | 2           | 8   |
| 무종교                        | 65          | 31          | 4           | 22  |
| 기독교 우파 여부              |             |             |             |     |
| 기독교 우파이다               | 24          | 76          | 0           | 28  |
| 이외                          | 62          | 36          | 2           | 72  |
| 나이                          |             |             |             |     |
| 18살 ~ 24살                   | 65          | 31          | 4           | 9   |
| 25살 ~ 29살                   | 54          | 43          | 3           | 7   |
| 30살 ~ 39살                   | 51          | 46          | 3           | 16  |
| 40살 ~ 49살                   | 54          | 44          | 2           | 16  |
| 50살 ~ 64살                   | 47          | 52          | 1           | 30  |
| 65살 이상                     | 47          | 52          | 1           | 22  |
| 인종별 나이                   |             |             |             |     |
| 18 ~ 29살 백인                | 44          | 53          | 3           | 8   |
| 30 ~ 44살 백인                | 41          | 57          | 2           | 14  |
| 45 ~ 59살 백인                | 38          | 61          | 1           | 19  |
| 60살 이상 백인                | 42          | 57          | 1           | 26  |
| 18 ~ 29살 흑인                | 89          | 10          | 1           | 3   |
| 30 ~ 44살 흑인                | 78          | 19          | 3           | 4   |
| 45 ~ 59살 흑인                | 89          | 10          | 1           | 3   |
| 60살 이상 흑인                | 92          | 7           | 1           | 3   |
| 성소수자 여부                 |             |             |             |     |
| 성소수자다                    | 64          | 27          | 9           | 7   |
| 아니다                        | 51          | 48          | 1           | 93  |
| 이번에 처음으로 투표해보는가? |             |             |             |     |
| 처음으로 투표                 | 64          | 27          | 9           | 14  |
| 이외                          | 51          | 48          | 1           | 86  |
| 학력                          |             |             |             |     |
| 고졸 또는 미만                | 46          | 54          | 0           | 19  |
| 대학교 중퇴                   | 51          | 47          | 2           | 23  |
| 대학교 졸                     | 51          | 47          | 2           | 27  |
| 대학원 졸                     | 62          | 37          | 1           | 15  |
| 가족 소득                     |             |             |             |     |
| $3만 미만                     | 54          | 46          | 0           | 15  |
| $3만 이상 ~ $5만 미만         | 56          | 44          | 0           | 20  |
| $5만 이상 ~ $10만 미만        | 57          | 42          | 1           | 39  |
| $10만 이상 ~ $20만 미만       | 41          | 58          | 1           | 20  |
| $20만 이상                    | 44          | 44          | 12          | 7   |
| 중요 정책 관련 의견           |             |             |             |     |
| 인종 불평등                   | 92          | 7           | 1           | 20  |
| 코로나19 범유행               | 81          | 15          | 2           | 17  |
| 경제                          | 17          | 83          | 0           | 35  |
| 테러                          | 27          | 71          | 2           | 11  |
| 의료                          | 62          | 37          | 2           | 11  |
| 거주 지역                     |             |             |             |     |
| 도시                          | 60          | 38          | 2           | 29  |
| 교외                          | 50          | 48          | 2           | 51  |
| 시골                          | 42          | 57          | 1           | 19  |
| 후보자에 대한 의견            |             |             |             |     |
| 양쪽 모두 호감                | 표본수 부족 | 표본수 부족 | 표본수 부족 | 2   |
| 클린턴만 호감                 | 98          | 1           | 1           | 41  |
| 트럼프만 호감                 | 1           | 98          | 1           | 36  |
| 양쪽 모두 비호감              | 30          | 47          | 23          | 18  |

## 같이 보기
- 2020년 미국 상원의원 선거
- 2020년 미국 하원의원 선거
- 2020년 미국 주지사 선거
- 2020년 미국 대통령 선거 번복 시도